# Erik Bøgh
Erik Nicolai Bøgh, född den 17 juni 1822 i Köpenhamn, död där den 17 augusti 1899, var en dansk visdiktare, författare och journalist.

## Biografi
Bøgh var son till skolläraren Hans Henrik Bøgh och dennes maka Marie Dorothea Møller. En yngre bror till Bøgh var målaren Carl Bøgh. Fram till sju års ålder växte Erik Bøgh i stor utsträckning upp hos sin morfar, hamnfogden Erik Møller, men efter dennes död återflyttade han till sina föräldrar, där en stor barnaskara och faderns misslyckade försök att byta yrkeskarriär ledde till en barndom under ekonomiskt knappa förhållanden. Bøgh fick heller ingen annan skolundervisning än den fadern fragmentariskt själv gav honom, men visade tidigt begåvning och en stor förkärlek för läsning. Detta konstaterades av den lokala prästen, vilken efter Bøghs konfirmation anställde den 15-årige ynglingen som kombinerad kontorist, informator, trädgårdsmästare med mera. Prästen undervisade i gengäld även Bøgh i latin samtidigt som denne bedrev självstudier i bland annat kyrkohistoria.
Sjutton år gammal intogs Bøgh 1839 på lärarseminariet i Jonstrup, vilket han, trots att han inte hade råd att köpa någon av kurslitteraturen, lämnade med goda betyg 1841. Han verkade därefter under ett antal år som först privat- och senare som skollärare samt även som kyrkosångare. Parallellt började han dock med stor produktivitet författa dikter och även noveller. Denna ungdomsproduktion utmärktes av "Tungsind og sønderreven Stemning" och Bøgh brände sedermera det mesta av denna produktion.
I stället satsade nu Bøgh på en karriär inom teatern och turnerade 1844 med ett danskt teatersällskap i Sverige. Han lade dock inom kort även detta yrke på hyllan och kom i stället att utveckla en annan talang: under några år livnärde han sig tämligen framgångsrikt som ambulerande porträttecknare i främst Sverige och Norge. Under sin tid i Sverige utförde han 1600 porträtt i blyerts, de flesta i profil. Han är representerad på Vänersborgs museum och på Tegnérstiftelsen i Lund med porträtt av Nils Lidén och Ana Lisa Lidén (född Tegnér). I Christiania verkade han dock även som journalist. Icke minst provade han sig dock här för första gången på att skriva för scenen, och fick fyra olika sångspel antagna för uppförande
Återkommen till Köpenhamn 1849 fortsatte Bøgh sin dubbla författarverksamhet inom press och teater, och vintern 1849-1850 fick hans två första dramatiska verk sin premiär (Nytaarsnat 1850 och Ægtemandens Repræsentant). Under de närmaste fem åren levererade Bøgh en strid ström av nya pjäser (totalt skulle han under sitt liv skriva 110 stycken för scenen), och 1855 erbjöds han platsen som "artistisk direktör" vid Casinoteatern i Köpenhamn. Han innehade denna till 1860 då han avgick efter en tvist med teaterns styrelse rörande personalens sammansättning.
Bøgh blev nu i stället redaktör för den nystartade tidningen Folkets Avis, vars upplagesiffror han inom kort höjde till en av de högsta i Danmark. Under dansk-tyska kriget 1864 verkade Bøgh inte bara som redaktör utan även som fältreporter. Under 1870-talet sjönk dock antalet prenumeranter och i samband med ett ägarbyte 1877 lämnade Bøgh tidningen för att i stället ta anställning vid Dagens Nyheder, där han verkade till 1885. Utöver ren journalistik publicerade Bøgh under dessa år ett stort antal böcker, främst humoristiska, av vilka den mest kända var Jonas Tværmoses' Ærgrelser (1875), och skrev också ett stort antal visor. Från 1881 och till sin död var han censorvid Det Kongelige Teater, för vilken han även gjorde en översättning av Mozarts Così fan tutte.
Bøgh var gift med norskfödda Andrea Schøyen, vilken han träffat under sin ungdomsvistelse i Christiania.

## Utmärkelser
- Riddare av Dannebrogorden,  1881[1]
- Dannebrogsmännens hederstecken,  1892[4]

[Redigera Wikidata]